# Filippo Ciani
Filippo Ciani (* 28. Juli 1778 in Mailand; † 12. Dezember 1867 in Lugano) war ein Schweizer Kaufmann, Bankier und Tessiner Grossrat und Staatsrat.

## Leben
Filippo wurde als Sohn des Carlo Ciani von Leontica, Kaufmanns und Bankiers, und seiner Frau Maria Zacconi geboren. Er war Bruder des Giacomo Ciani. Aus Furcht, in den gegen den Grafen Federico Confalonieri angestrengten Prozess wegen des liberalen Aufstandes von 1821 verwickelt zu werden, verliess er 1822 Italien endgültig. Nach kurzen Aufenthalten in der Schweiz und in Paris begab er sich 1823 nach London bis 1829. 1833 nahm er festen Wohnsitz in Lugano und erwarb hier eine grosse Villa am Luganersee (heute Villa Ciani) mit Park, der heute den Parco civico bildet.
Er gehörten zu den geistigen Urhebern der italienischen Revolution und in ihrem Haus wurden die italienischen Flüchtlinge aufgenommen. Als Politiker 1839–1847 wurde er Tessiner Grossrat dann 1847–1852 Staatsrat, Direktor des öffentlichen Unterrichts; 1865 schenkte er 40'000 Franken zur Gründung des kantonalen Zuchthauses. Oberstlieutenant, machte den Sonderbundfeldzug als kantonaler Quartiermeister mit. 
1852 betraute er Carlo Cattaneo und Giovanni Cantoni mit dem Projekt einer allgemeinen Reform des höheren Schulwesens. Er war empfänglich für Fragen der Volksbildung: Sein Name ist mit unzähligen philanthropischen Unternehmungen, aus denen die Gründung eines Kindergartens in Lugano 1844 verknüpft.
Sein Neffe war der Politiker Antonio Gabrini.